# Coryphaspiza melanotis
El cachilo enmascarado, (Coryphaspiza melanotis), también denominado cachilo de antifaz (en Argentina y Paraguay), chingolo de cabeza negra (en Argentina) o pinzón enmascarado (en Perú), es una especie de ave paseriforme de la familia Thraupidae, la única perteneciente al género Coryphaspiza. Anteriormente se situaba en la familia Emberizidae. Es nativo del centro de América del Sur.

## Distribución y hábitat

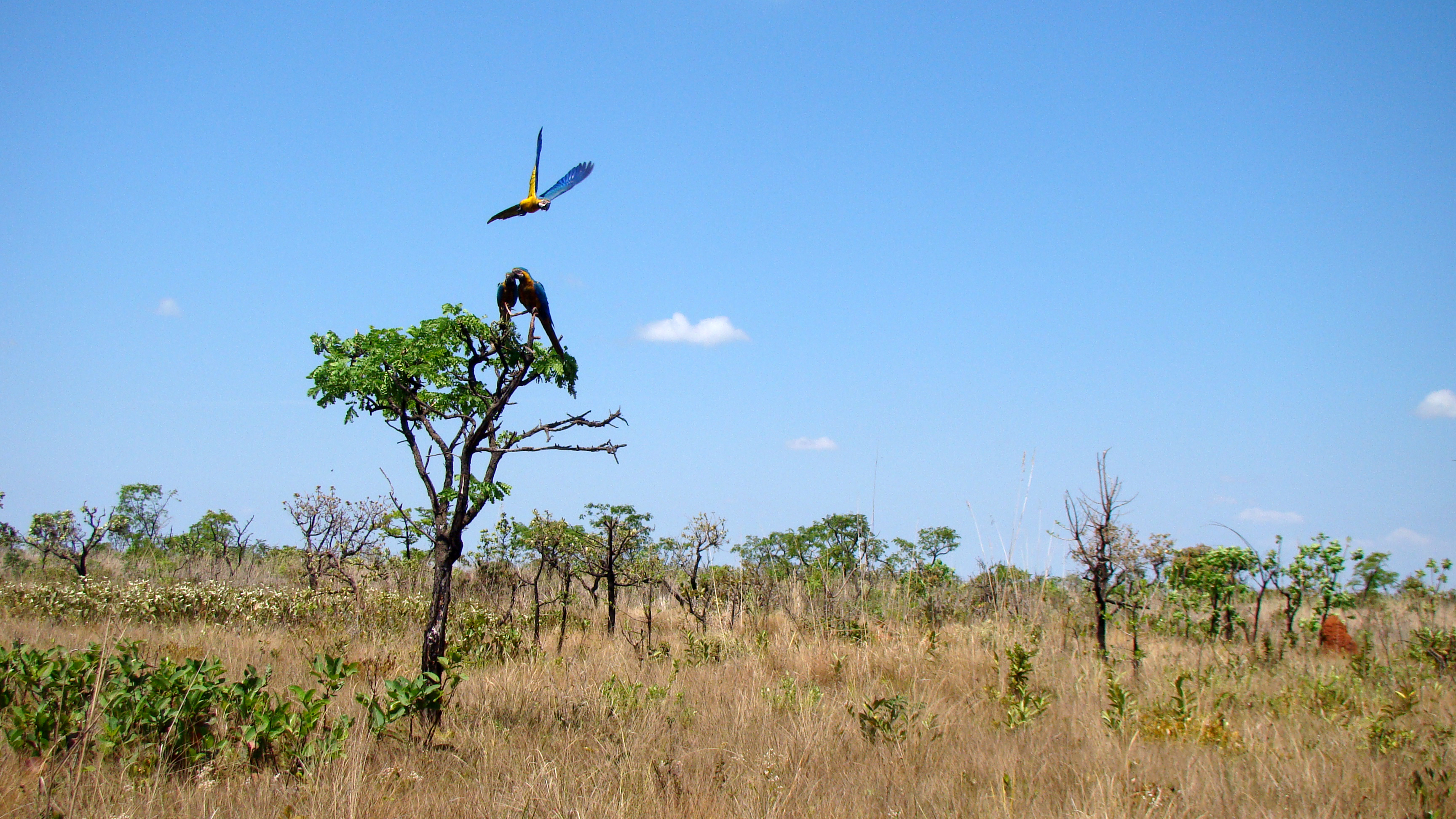
Área de campo sujo en el Parque nacional das Emas en Goiás, ejemplo de hábitat de la especie.

Se distribuye desde el extremo sureste de Perú (Madre de Dios), a través del norte de Bolivia (Beni y La Paz) hasta Brasil (Mato Grosso do Sul, Mato Grosso, Goiás, Distrito Federal, Minas Gerais y São Paulo) y hacia el sur por el este de Paraguay (Itapúa, San Pedro y Canindeyú hasta la Isla Yacyretá, hasta el noreste de Argentina (Corrientes, Misiones, Chaco y Santa Fe. Existen poblaciones aisladas en la isla Marajó, en la desembocadura del río Amazonas en el este de Pará, y registros recientes en Río Grande do Norte, Brasil.
Esta especie se ha vuelto poco común y rara, aunque todavía común en unos pocos locales, en sus hábitats naturales: pastizales altos, a veces estacionalmente húmedos hasta los 1200 m de altitud (en Brasil y Bolivia); en Beni, fueron avistados inmaduros en pastizales de ganadería extensiva con numerosos árboles y arbustos, y en áreas de pastizales tussok de 50 a 125 cm de alto con amontondos de matorral; en Paraguay, ha sido avistado en campo sujo (término en portugués que designa campos con pastizales secos altos no perturbados), con áreas de suelo desnudo, arbustos dispersos y palmeras Butia. Hay evidencias que es tolerante a algunas quemadas de pastos.

## Estado de conservación
La extensiva pérdida de hábitat indica que la población del cachilo enmascarado, estimada entre 6000 y 15 000 individuos maduros, se presume estar declinando rápidamente y en consecuencia la Unión Internacional para la Conservación de la Naturaleza (IUCN) lo califica como vulnerable.

### Amenazas
Los pastizales naturales adecuados están siendo rápidamente destruidos por la agricultura mecanizada, la pecuaria intensiva, reforestación, pastos invasivos, exceso de uso de pesticidas y quemadas anuales (Stotz et al. 1996, Parker y Willis 1997). Hacia 1993, dos tercios de la región de cerrado habían sido moderada o seriamente alterados (Conservation International 1999), con la mayor destrucción habiendo ocurrido desde 1950 (Cavalcanti 1999). Los incendios son el mayor problema en el Beni y el fuego iniciado por estancieros a menudo sale fuera de control. A pesar de que la especie aparenta mostrar alguna tolerancia a las quemadas, su preferencia por hábitats de pastos altos hace presumir que esto sea una significativa amenaza (C. Hesse in litt. 2007). En Paraguay, la reserva privada natural de Laguna Blanca ha fallado en proteger esta especie, que está amenazada por la continua conversión de pastizales naturales en pastos exóticos y plantaciones de Eucalyptus (H. del Castillo in litt. 2012).

## Descripción
En promedio mide 13,5 cm de longitud. El pico es negro arriba y anaranjado abajo. El macho tiene el píleo, las zonas loreales y auriculares y las mejillas, negras; las  cejas, la garganta y las partes inferiores son blancas, con dos manchas negras a los lados del pecho; la nuca es gris, el dorso es color marrón, con líneas finas oscuras; las alas son oliváceas con amarillo en las primarias; la cola es larga y graduada, color negro con las plumas externas con puntas blancas bien visibles en vuelo. La hembra es más parda, cabeza gris, con alas más verdosas, completamente marrón en el dorso y con menos blanco en la cola.

## Comportamiento
Es discreto mientras está en el suelo o a baja altura; a veces posa en locales expuestos, sobre todo en la mañana temprana al cantar. Fuera de la época de cría, forma grupos pequeños que se unen con otras aves.

### Alimentación
Se alimenta de semillas, frutos e insectos. Generalmente busca alimento en el suelo.

### Reproducción
Construye su nido en el suelo.

### Vocalización
El llamado es un «tsilili» débil, difícil de localizar y que se confunde con un insecto.

## Sistemática

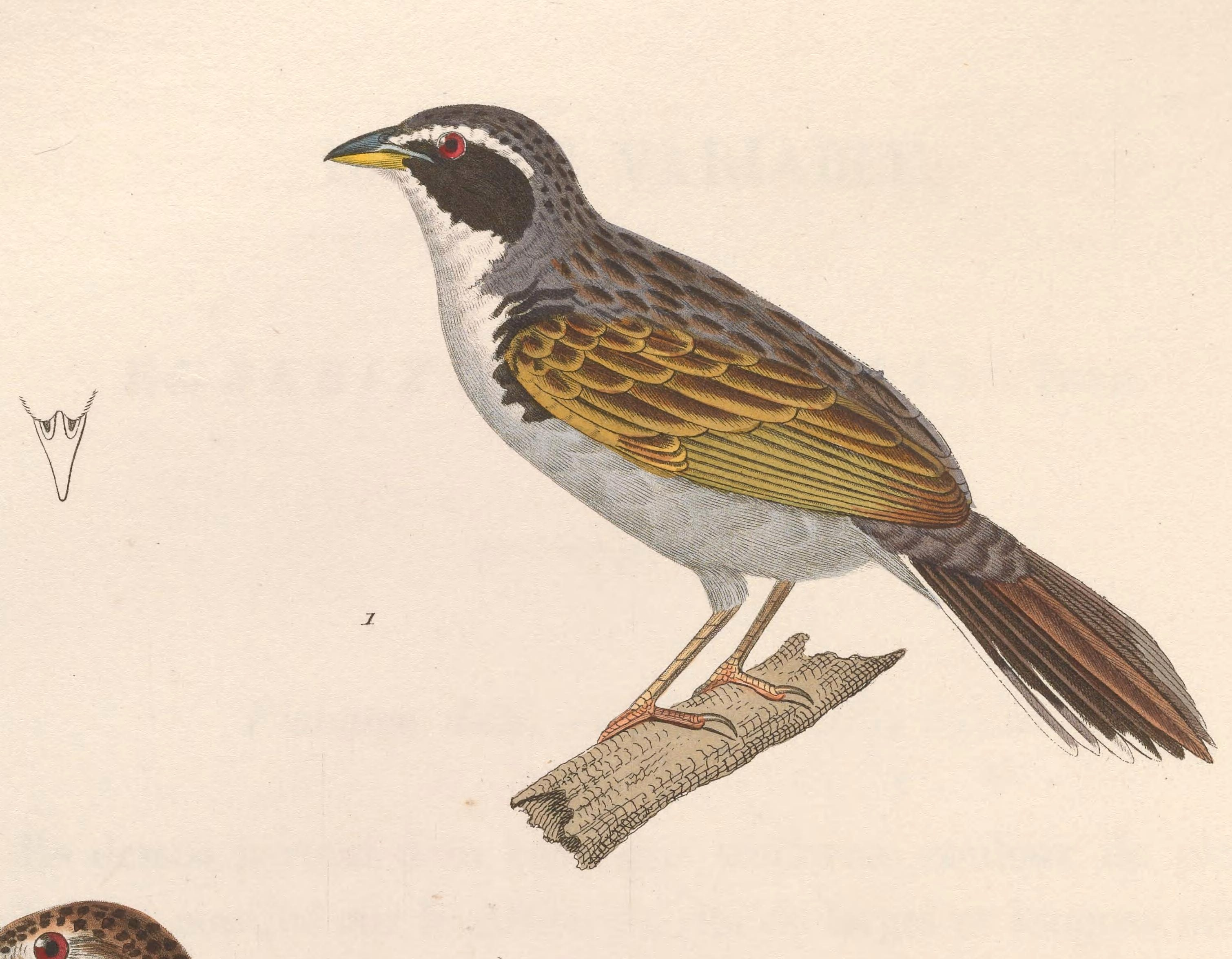
Emberizoides melanotis = Coryphaspiza melanotis; ilustración de Huet le Jeune y Prêtre en Temminck Nouveau recueil de planches coloriées d'oiseaux, 1838.

### Descripción original
La especie C. melanotis fue descrita por primera vez por el naturalista neerlandés Coenraad Jacob Temminck en 1822 bajo el nombre científico Emberizoides melanotis; la localidad tipo es: «Ipanema, São Paulo, Brasil».
El género Coryphaspiza fue propuesto por el ornitólogo británico George Robert Gray en 1840.

### Etimología
El nombre genérico femenino Coryphaspiza es una combinación de las palabras del griego «koruphē»: corona de la cabeza, y «σπιζα spiza» que es el nombre común del pinzón vulgar, vocablo comúnmente utilizado en ornitología cuando se crea un nombre de un ave que es parecida a un pinzón; y el nombre de la especie «melanotis» se compone de las palabras del griego  «melas»: ‘negro’, y «ōtis»: ‘de orejas’.

### Taxonomía
Durante décadas colocado en la familia Emberizidae, el presente género fue transferido para Thraupidae con base en diversos estudios genéticos, citando Burns et al. 2002, 2003; Klicka et al. 2007 y Campagna et al. 2011. La Propuesta N° 512 al Comité de Clasificación de Sudamérica (SACC) de noviembre de 2011, aprobó la transferencia de diversos géneros (entre los cuales Coryphaspiza) de Emberizidae para Thraupidae.
Los datos presentados por los amplios estudios filogenéticos recientes comprobaron que la presente esspecie es próxima al par formado por Embernagra y Emberizoides, formando un pequeño clado o  subfamilia Emberizoidinae.

### Subespecies
Según las clasificaciones del Congreso Ornitológico Internacional (IOC) y Clements Checklist/eBird v.2019 se reconocen dos subespecies, con su correspondiente distribución geográfica:
- Coryphaspiza melanotis marajoara (Sick, 1967) – Isla de Marajó en el norte de Brasil.
- Coryphaspiza melanotis melanotis (Temminck, 1822) – extremo sureste de Perú, este de Bolivia, centro y centro este de Brasil, este de Paraguay, y noreste de Argentina.